# Harald Bredow
Harald Bredow, eigentlich Harald Breckling (* 10. Juli 1878 in Altona; † 5. November 1934 in Berlin), war ein deutscher Schauspieler, Drehbuchautor, Theaterregisseur und Journalist mit einem Vorleben als Kaufmann und Diplomat in der Kaiserzeit.

## Leben und Wirken
Bredows Leben verlief laut eigenen Aussagen sehr abenteuerlich. So will er, Sohn des norddeutschen Schriftstellers Sophus Heinrich Breckling (1827–1883) und einer 1911 gestorbenen Pianistin, das königliche Realgymnasium in Altona besucht und anschließend Schauspielunterricht bei Leo Forst erhalten haben. Nach einer Kaufmannslehre habe ihn, so Bredow, als Angestellter der Hamburger Im- und Exportfirma Louis Ritz & Co. der Weg in die deutschen Afrika-Kolonien geführt. Zweieinhalb Jahre habe er in Deutsch-Ostafrika gearbeitet, anschließend im Westen des Kontinents (Goldküste) zwei Jahre lang als Faktoreileiter. Diese Zeit, so Bredow, sei ihm sehr schlecht bekommen, da er ständig unter Tropenkrankheiten (Dysenterie, Malaria, Gelbfieber) gelitten habe.
Wieder daheim in Hamburg will er ein Jahr lang als Sekretär im argentinischen Konsulat gedient haben und anschließend zwei Jahre lang Hoteldirektor in Hamburg und Zoppot gewesen sein sowie ein weiteres Jahr mit selbiger Position ein Waldsanatorium von Berlin-Hermsdorf geleitet haben. Anschließend habe er sich für die Schauspielerei zu begeistern begonnen und sei an Berlins Rose-Theater und an eine deutsch-amerikanische Bühne verpflichtet worden. Die frühen Theaterfreuden sollen nur kurz gewährt haben, denn Bredow habe an einer verschleppten Blinddarmentzündung gelitten, die ihn lange Zeit ans Krankenlager gefesselt habe. Daraufhin habe er hinter den Vorhang gewechselt und sei Direktionsstellvertreter und Regisseur am Varieté in Elberfeld gewesen. Als unabhängiger Impresario will Bredow anschließend nach Paris gereist und dort als „Generalregisseur“ mit dem Nouveau Grand Cirque de Paris auf Tournee gegangen sein. Auch an regulären Sprechbühnen wie dem Pariser Théâtre de la Porte Saint-Martin und dem Théâtre François Coppée will er aufgetreten sein.
Über die Filmgesellschaft Éclair will Bredow nun Kontakt zur französischen Zelluloidbranche geknüpft und von dieser Firma Hauptrollen, etwa als Intrigant in Nick-Carter-Filmen (um 1908 bis 1910), erhalten haben. Weitere Angebote hätte er von den Gesellschaften Lux, Lion, Pathé und Gaumont bekommen. Als Autor und Hilfsregisseur habe er dann (alles noch vor 1914) auch mit Suzanne Grandais zusammengearbeitet. Vom Ausbruch des Ersten Weltkriegs in Frankreich überrascht, sei er nun wegen Spionageverdachts verhaftet und erst nach mehreren Jahren in die Schweiz abgeschoben worden. Erst im Juni 1918 will er von dort wieder nach Deutschland zurückgekehrt sein.
Erst nach Kriegsende 1918 war Bredow in Deutschland kurzzeitig wenngleich regelmäßig vor der Kamera aktiv. Bereits 1921 endeten seine Filmaktivitäten wieder. Seine Filme, die er in Frankreich vor 1914 unter der Regie von Pionieren wie Louis Feuillade, Léonce Perret und Victorin Jasset gedreht haben und zu denen er auch das eine oder andere Drehbuchmanuskript geliefert haben will, können derzeit namentlich nicht verifiziert werden.

## Filmografie
- 1912: Blanche comme la neige (nicht verifiziert)
- 1918: Das Spitzentuch der Fürstin Wolkowska
- 1919: Vendetta (nicht gesichert)
- 1919: Madame Dubarry (nicht gesichert)
- 1919: Karussell des Lebens (nicht gesichert)
- 1919: Kreuziget sie (nicht gesichert)
- 1919: Moral und Sinnlichkeit (nicht gesichert)
- 1919: Sein letzter Trick
- 1920: Menschen von heute
- 1920: Der Kammersänger
- 1920: Der Meisterschuß
- 1920: Der Mann in der Falle
- 1920: Das Kußverbot
- 1921: Symphonie des Todes (auch Co-Drehbuch)
- 1921: Cocain